# Boleanovîci, Mostîska
Boleanovîci (în ucraineană Боляновичі) este un sat în comuna Zolotkovîci din raionul Mostîska, regiunea Liov, Ucraina.

## Demografie
Componența lingvistică a localității Boleanovîci
     Ucraineană (100%)
Conform recensământului din 2001, toată populația localității Boleanovîci era vorbitoare de ucraineană (100%).